# Satoshi Kirishima
Satoshi Kirishima (en japonés: 桐島聡, romanizado: Kirishima Satoshi 9 de enero de 1954 - 29 de enero de 2024), fue un anarquista japonés, terrorista y miembro del Frente Armado Antijaponés de Asia Oriental.
Kirishima se había estado ocultando de la policía japonesa desde 1975. Reveló su identidad en enero de 2024 en un hospital de Kanagawa, afirmando que quería pasar los últimos días de su vida usando su nombre real. Se reveló que había estado viviendo bajo el seudónimo de "Hiroshi Uchida" (en japonés: 内田洋) en Fujisawa. Murió tres días después en Kamakura.
Kirishima fue considerado uno de los criminales más buscados de Japón durante mucho tiempo. Su fotografía policial, que se podía encontrar en las comisarías de policía de todo Japón, era muy conocida por su sonrisa y a menudo era parodiada.

## Vida inicial
Kirishima nació en Kannabe-cho, distrito de Fukuyasu (hoy parte de la ciudad de Fukuyama), prefectura de Hiroshima, el 9 de enero de 1954. En abril de 1974 inició estudios en la Facultad de Derecho de la Universidad Meiji Gakuin de Tokio, donde conoció Yoshimasa Kurokawa e Hisauchi Ugajin, miembros de la Célula Sasori (Escorpión) del Frente Armado Antijaponés de Asia Oriental (EAAJAF). Como miembro de dicha célula participó en una serie de atentados contra corporaciones japonesas, incluido el atentado contra Mitsubishi Heavy Industries de 1974, que mató a ocho personas.

## Vida de fugitivo
En abril de 1975, Kirishima fue incluido en una lista de personas buscadas a nivel nacional y se dio a la fuga después de que supuestamente ayudó a colocar una bomba que hizo estallar parte de un edificio en el distrito Ginza de Tokio. Nadie murió en el atentado. El 19 de mayo de 1975, Masashi Daidōji de la Célula Lobo, Kurokawa, y otros cinco miembros clave de la EAAJAF fueron arrestados. La llave de la casa de Kirishima estaba en posesión de Kurokawa, lo que llamó la atención de la policía sobre Kirishima. La Oficina de Seguridad Pública acusó a Kirishima de violación de la Ley de Reglamento Penal para el Control de Explosivos y distribuyó carteles de búsqueda de Kirishima por todo Japón. El 20 de mayo, Kirishima retiró dinero en efectivo de un banco en Shibuya. El 31 de mayo, Kirishima telefoneó a su familia en Hiroshima y le reveló a su padre: "Estoy en Okayama con dos mujeres... preparo algo de dinero... pienso en escapar al extranjero...". Esta fue la última vez Kirishima se puso en contacto con amigos, familiares o conocidos.
Cuando Kirishima reveló su identidad antes de su muerte, se descubrió que se había escondido, que había vivido bajo el seudónimo de "Hiroshi Uchida" durante décadas, que había trabajado como trabajador interno en una empresa de construcción en Fujisawa, prefectura de Kanagawa, y vivía solo en un antiguo dormitorio de madera de dos pisos cerca de su lugar de trabajo. Su apodo era 'Uchii' y era conocido por ser un gran fanático de la música, siendo James Brown uno de sus favoritos. Una vez al mes asistía a un evento musical en un bar de Fujisawa, donde bailaba.

## Descubrimiento y muerte
El 25 de enero de 2024, la policía japonesa dijo que había detenido a un hombre que, según decía, era Kirishima, de un hospital de la prefectura de Kanagawa. En el momento de su arresto, Kirishima era uno de los hombres más buscados en Japón. habiendo evadido la captura durante 49 años con su cartel de búsqueda que se encuentra en todas partes en todo el país. El hombre que decía ser Kirishima se había internado bajo seudónimo en el hospital por un cáncer terminal y, mientras estaba en tratamiento, le dijo al personal del hospital que él era el fugitivo Satoshi Kirishima y que hizo esta confesión porque sentía que moriría pronto y quería vivir lo que quedaba de su vida bajo su nombre real.
Después de que el hombre hizo esa declaración, llamaron a la policía y lo arrestaron, realizándole una prueba de ADN para intentar confirmar si realmente era Kirishima o si la confesión era falsa. El autoproclamado Kirishima fue detenido por la Policía Metropolitana de Tokio. Les contó a los investigadores algunos detalles sobre el ataque. El 29 de enero de 2024, el hombre que decía ser Kirishima murió a causa del cáncer que lo había llevado a buscar tratamiento hospitalario. Los resultados de la prueba de ADN confirmatoria aún no estaban terminados en el momento de su muerte, pero posteriormente indicaron que el fallecido probablemente era Kirishima, lo cual se confirmó tras pruebas comparativas con los familiares de Kirishima.